# Итоги недели
«Итоги недели» (c 4 декабря 2016 по 15 сентября 2024 года — «Итоги недели с Ирадой Зейналовой») — информационно-аналитическая программа телекомпании НТВ, выходящая по воскресеньям вечером с 4 декабря 2016 года (в прямом эфире выходит на Дальний Восток в 12:00 по МСК). Передача выходит из многофункциональной студии-трансформера со сменными декорациями, откуда выходят вечерний выпуск программы «Сегодня» по будням в 19:00 и программа «Чрезвычайное происшествие».
С 4 декабря 2016 по 15 сентября 2024 года ведущей программы была Ирада Зейналова.
С 22 сентября 2024 года ведущим программы является Владимир Чернышёв.
Данная программа представляет собой смесь глубоких аналитических материалов и интервью с новаторами мнений.

## История
До появления программы «Итоги недели с Ирадой Зейналовой» с 19 июля 2015 по 20 ноября 2016 года на НТВ выходила аналитическая программа «Акценты недели», ведущим которой был Марат Сетдиков (ныне ведущий программы «Чрезвычайное происшествие»). Программа «Акценты недели» тогда пришла на смену программе «Сегодня. Итоговая программа» с Кириллом Поздняковым, выходившей в эфир с 18 сентября 2005 по 28 июня 2015 года. После закрытия в силу разных причин летом 2004 года программ «Намедни» с Леонидом Парфёновым и «Личный вклад» с Александром Герасимовым на НТВ не было ни одной еженедельной информационно-аналитической телепередачи в традиционном журнальном формате.
21 ноября 2016 года стало известно, что Ирада Зейналова, ранее работавшая ведущей воскресных выпусков программы «Время» и корреспондентом на Первом канале, станет ведущей авторской итоговой информационной программы «Итоги недели» на НТВ, о чём сообщила пресс-служба телекомпании НТВ. 4 декабря 2016 года итоговая программа впервые вышла в эфир.
13 сентября 2024 года Президент России Владимир Путин назначил Ираду Зейналову послом России на Маврикии, после чего ведущая объявила, что 15 сентября выйдет в эфир последний выпуск с ней в роли ведущей. В конце выпуска программы «Итоги недели с Ирадой Зейналовой», показанного в эфире 15 сентября, Ирада Зейналова попрощалась с телезрителями.
С 22 сентября 2024 года передачу ведёт ведущий вечерних выпусков программы «Сегодня» Владимир Чернышёв.

## Рейтинги
Программа «Итоги недели с Ирадой Зейналовой» неоднократно получала высокие рейтинги, оказываясь в числе лучших итоговых информационных программ, о чём свидетельствуют данные Mediascope.

## Экстренное вещание
- 18 марта 2018 года вышел специальный выпуск «Выборы-2018».
- 17 марта 2024 года вышел специальный выпуск «Выборы-2024».